# Lysylhydroxylasen
Die Lysylhydroxylasen sind Enzyme, die die Hydroxylierung von Lysinresten in Proteinen katalysieren.
Die Lysylhydroxylasen erzeugen aus Lysinresten Hydroxylysin als posttranslationale Modifikation, unter anderem bei der Stabilisierung von Kollagen. Cofaktoren sind Eisenionen und Ascorbinsäure (Vitamin C). Lysylhydroxylasen sind Dimere und im Lumen des rauen endoplasmatischen Retikulums lokalisiert. Ein Mangel an Vitamin C führt zu Defekten in der Funktion des Kollagens, die zu den Symptomen des Skorbuts gerechnet werden.